# Om jag hade en miljon
Om jag hade en miljon (engelska: If I Had a Million) är en amerikansk pre-kod episodfilm från 1932 i regi av sju regissörer: Ernst Lubitsch, Norman Taurog, Stephen Roberts, Norman Z. McLeod, James Cruze, William A. Seiter, H. Bruce Humberstone och Lothar Mendes. Filmen är baserad på en roman av Robert Hardy Andrews och består av åtta episoder och en ramberättelse.

## Rollista i urval
- Gary Cooper – Steven "Steve" Gallagher
- Charles Laughton – Phineas V. Lambert, kontorist
- George Raft – Edward "Eddie" Jackson, checkförfalskare
- Jack Oakie – Mulligan, menig
- Richard Bennett – John Glidden, mångmiljonär
- Charles Ruggles – Henry Peabody, anställd på porslinsfabrik
- Alison Skipworth – Emily La Rue
- W. C. Fields – Rollo La Rue
- Mary Boland – Mrs. Peabody
- Roscoe Karns – O'Brien, menig
- May Robson – Mrs. Mary Walker, boende på hemmet Idylwood Club
- Wynne Gibson – Violet Smith
- Gene Raymond – John Wallace, dödsdömd
- Frances Dee – Mary Wallace
- Lucien Littlefield – Zeb, ägare till hamburgerstånd
- Joyce Compton – Marie, servitris
- Cecil Cunningham – Agnes Dupont, Emilys väninna (okrediterad)